# Alien Autopsy: Fact or Fiction?
Pour plus de détails, voir Fiche technique et Distribution.
Alien Autopsy: Fact or Fiction est un téléfilm documentaire américain de 1995, réalisé par Tom McGough. Il a été diffusé pour la première fois le 28 août 1995 aux États-Unis sur la Fox. Il traite de l'affaire de la prétendue autopsie de l'extraterrestre de Roswell.

## Distribution
- Jonathan Frakes : lui-même, l'hôte
- Allen Daviau : lui-même
- Stanton T. Friedman : lui-même
- Walter Haut : lui-même
- Kevin D. Randle (en) : lui-même
- Ray Santilli (en) : lui-même
- Steven Schiff (en) : lui-même
- Cyril Wecht (en) : lui-même
- Stan Winston : lui-même
- Gary Shoefield (en) : lui-même

## Récompenses
Nominations
- Saturn Award :
  - Saturn Award du meilleur téléfilm 1996